# Dimorphanthera napuensis
Dimorphanthera napuensis är en ljungväxtart som beskrevs av P.F. Stevens. Dimorphanthera napuensis ingår i släktet Dimorphanthera och familjen ljungväxter. Inga underarter finns listade i Catalogue of Life.